# TheWrap
TheWrap là trang web tin tức trực tuyến của Mỹ chuyên về lĩnh vực kinh doanh giải trí và truyền thông thông qua hình thức báo mạng, báo in và sự kiện trực tiếp. Trang web được nhà báo Sharon Waxman thành lập vào năm 2009.

## Giải thưởng
TheWrap đã giành được nhiều giải thưởng trong lĩnh vực báo chí, bao gồm Trang web xuất sắc nhất năm 2018 cho tổ chức tin tức độc quyền trên internet tại Giải Báo chí SoCal của L.A. Press Club và Trang web giải trí tốt nhất năm 2018 tại Giải Báo chí nghệ thuật và giải trí quốc gia (NAEJ). Năm 2016, NAEJ của L.A. Press Club đã trao cho TheWrap các giải thưởng cao nhất về nhiếp ảnh và blog WaxWord của Sharon Waxman, cũng như vị trí á quân cho Ấn phẩm giải trí và trang web giải trí xuất sắc nhất. Trang web cũng được trao tặng danh hiệu Trang tin tức trực tuyến xuất sắc nhất của năm 2009 và 2012 bởi cùng tổ chức này. Tháng 11 năm 2019, TheWrap đã được đề cử cho Giải Báo chí quốc gia về nghệ thuật & giải trí lần thứ 12 của L.A. Press Club, trong đó có đề cử Trang web xuất sắc nhất.